# Wojskowe Zakłady Inżynieryjne w Dęblinie
Wojskowe Zakłady Inżynieryjne w Dęblinie, polskie zakłady przemysłu zbrojeniowego, zamiejscowy oddział Huty Stalowa Wola S.A.

## Historia
Wojskowe Zakłady Inżynieryjne w Dęblinie zostały utworzone zarządzeniem Ministra Obrony Narodowej z 24 grudnia 1958, w sprawie nadania niektórym zakładom wojskowym formy zakładów budżetowych. 1 stycznia 1959 powołano Wojskowe Zakłady Naprawcze. Zwierzchni nadzór nad zakładem w ramach narodowych planów gospodarczych powierzono Ministrowi Obrony Narodowej, zaś bezpośredni - Szefowi Wojsk Inżynieryjnych MON. 
W styczniu 1965 Wojskowe Zakłady Naprawcze zmieniły formę prawną na przedsiębiorstwo państwowe, zaś 15 kwietnia 1982 firma przyjęła nazwę: Wojskowe Zakłady Inżynieryjne. 
Kolejnym etapem w historii funkcjonowania firmy była komercjalizacja przedsiębiorstwa. Przekształcenie w spółkę akcyjną pod nazwą Wojskowe Zakłady Inżynieryjne Spółka Akcyjna, nastąpiło z początkiem 2008.
Zakład wykonuje remonty, modernizacje i modyfikacje sprzętu eksploatowanego w Siłach Zbrojnych RP, w szczególności: sprzętu inżynieryjnego, sprzętu minersko–rozpoznawczego, sprzętu saperskiego, pojazdów samochodowych różnego przeznaczenia (w tym specjalistycznych), pojazdów gąsienicowych, silników, produkcję zespołów, podzespołów do tego sprzętu, a także szerokiej gamy kontenerów i zabudów kontenerowych na potrzeby sił  zbrojnych i rynku cywilnego, konstrukcji stalowych i innych konstrukcji spawanych.
29 maja 2014 WZInż stały się własnością Polskiej Grupy Zbrojeniowej S.A. 29 października 2021 Nadzwyczajne Walne Zgromadzenia Akcjonariuszy podjęły decyzję o połączeniu spółek WZInż i HSW. Z dniem 1 grudnia 2021 Wojskowe Zakłady Inżynieryjne S.A. zostały przekształcone w oddział Huty Stalowa Wola S.A. w Dęblinie.
Nowo utworzony oddział w swoich kompetencjach zachowa dotychczasowy zakres działalności. Dodatkowo przejmie remonty i serwisowanie sprzętu, który dotychczas wykonywała dla wojska HSW np. ISM Kroton, WPT Mors, TRI Hors, wyrzutnie rakietowe WR-40 Langusta, oraz systemów Regina i M120 Rak. Planowane jest włączenie zakładu w prace nad seryjną produkcją systemów minowania narzutowego Baobab-K (obecnie trwają badania kwalifikacyjne tego systemu) i późniejsze jego serwisowanie, oraz planowanego następcy ISM Kroton, czyli gąsienicowego systemu minowania narzutowego Baobab-G.
Zakład w Dęblinie, oprócz tego, że stanie się centrum serwisowym dla Grupy HSW SA, przejmie także część zadań o charakterze szkoleniowym np. w stosunku do użytkowników maszyn inżynieryjnych UMI czy SŁ-34C. Może zostać włączony także w produkcję elementów dla nowego transportera 4x4, elementów wieży bezzałogowej ZSSW-30, a także specjalistycznych wariantów Borsuka (transporterów rozpoznania inżynieryjnego i rozpoznania skażeń, ewakuacji medycznej, zabezpieczenia technicznego itp.).

## Odznaczenia
14 września 1988 za wybitne zasługi w umacnianiu potencjału obronnego kraju, oraz terminową realizację zadań remontowo-produkcyjnych zakładowi został nadany Krzyż Oficerski Orderu Odrodzenia Polski.